# Supplier Relationship Management
I sistemi di Supplier Relationship Management (SRM) (in italiano: "gestione delle relazioni con i fornitori") sono software simili a sistemi Customer Relationship Management (CRM o "gestione delle relazioni con i clienti"), ma sono rivolti alla gestione delle relazioni con i fornitori (invece che con i clienti), per ottimizzare il portafoglio fornitori e razionalizzare i costi di acquisto di prodotti e servizi.

## Tipologie
Gli SRM per il management dei fornitori si dividono in due categorie:
1. SRM operativi, che consentono di gestire le relazioni e le comunicazioni con i fornitori, inviando gli ordini, controllando la loro evasione, emettendo i mandati di pagamento, e così via;
2. SRM analitici, o direzionali, che permettono di studiare il comportamento dei fornitori per individuare i comportamenti opportunistici e procedere alla selezione dei fornitori migliori.